# Ľubomír Nosický
Ľubomír Nosický (* 4. září 1967) je bývalý slovenský fotbalový záložník a pozdější trenér.

## Hráčská kariéra
Hrál za Zbrojovku Brno, Duklu Praha, Petru Drnovice a MFK Dubnica.

## Ligová bilance
| Ročník                                   | Zápasy | Góly | Klub              |
| ---------------------------------------- | ------ | ---- | ----------------- |
| Česká národní fotbalová liga 1987/88     | 2      | 0    | Zbrojovka Brno    |
| 1. československá fotbalová liga 1991/92 | -      | 0    | Dukla Praha       |
| Českomoravská fotbalová liga 1992/93     | 16     | -    | FC Petra Drnovice |
| 1. česká fotbalová liga 1993/94          | 18     | 0    | FC Petra Drnovice |
| 1. slovenská fotbalová liga 1996/97      | 27     | 0    | MFK Dubnica       |
| 2. slovenská fotbalová liga 1997/98      | -      | -    | MFK Dubnica       |
| Mars superliga 1998/99                   | 25     | 3    | MFK Dubnica       |
| Mars superliga 1999/00                   | 23     | 1    | MFK Dubnica       |
| 2. slovenská fotbalová liga 2000/01      | -      | -    | MFK Dubnica       |
| Mars superliga 2001/02                   | 5      | 0    | MFK Dubnica       |
| 1. slovenská fotbalová liga 2002/03      | 2      | 0    | MFK Dubnica       |
| CELKEM                                   | -      | -    |                   |

## Trenérská kariéra
Ve slovenské lize trénoval MFK Dubnica, FC Spartak Trnava a MŠK Žilina. V roce 2010 trénoval slovenskou reprezentaci do 21 let.
Od července do srpna 2013 krátce trénoval FK AS Trenčín.